# خدمة صحفية

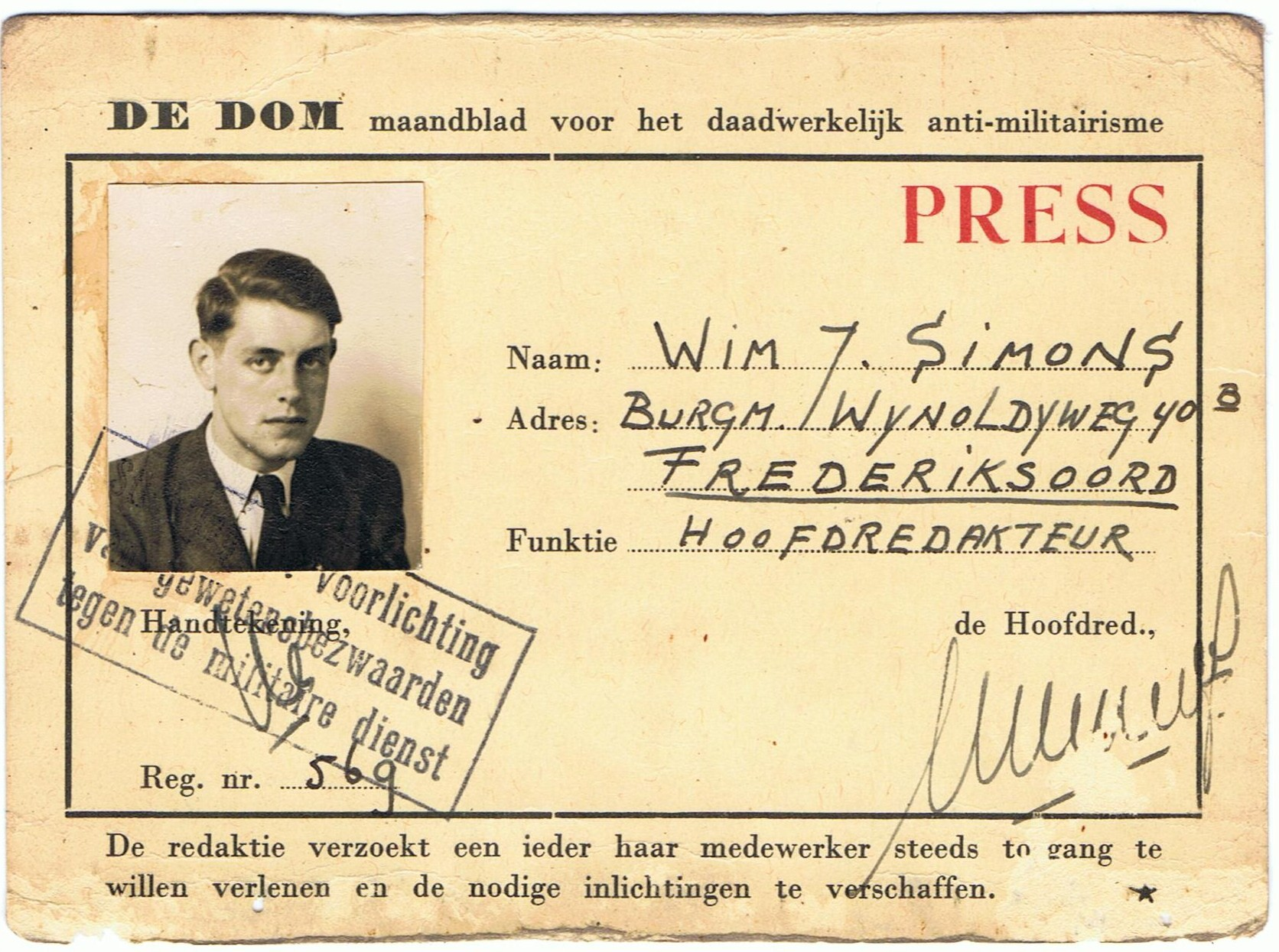

الخدمة الصحفية وتكون في العادة قسمًا داخل منظمة تكون مهمتها التواصل مع وسائل الإعلام حول موضوعات تتعلق بالمنظمة عن طريق إصدار تصريحات صحفية واستخدام وسائل أخرى مختلفة مثل الخطابات العامة في المؤتمرات الصحفية والإجابة عن الأسئلة باستخدام الهاتف أو على الإنترنت.
والشخصية العامة الرئيسية (أو الوحيدة) التي تصدر الإعلانات الصحفية عادة ما يطلق عليه سكرتير صحفي أو موظف بالصحافة أو المتحدث الرسمي.
على سبيل المثال، توجد خدمة صحفية في البرلمان الأوروبي.